# داردا (کرواسی)
داردا (به لاتین: Darda) یک منطقهٔ مسکونی در کرواسی است که در شهرستان اوسیک-بارانیا واقع شده‌است. داردا ۹۲٫۲۴ کیلومتر مربع مساحت و ۶٬۹۰۸ نفر جمعیت دارد.